# 天主教克龍斯塔德教區
天主教克龍斯塔德教區（拉丁語：Dioecesis Kroonstadensis）是南非一個羅馬天主教教區，屬布隆泉總教區。

## 歷史
教區的前身是一個宗座監牧區，成立於1923年11月16日，1935年4月8日升為代牧區。1951年1月11日升為教區。

## 現況
教區範圍位於自由邦省西北部。2011年有教友95,600人（佔轄區總人口9.6%）、三十四個堂區、廿二名司鐸。現任教區主教為伯多祿·霍利戴。